# Andalusier
Andalusier är en hästras som ursprungligen kommer från Andalusien i södra Spanien. De härstammar från de berömda spanska hästarna som existerade under medeltiden. Andalusiern är direkt ättling till dessa hästar och är en av de äldsta framavlade hästraserna i världen. Mankhöjden är omkring 155–165 centimeter. Skimmel och brun är dominerande färger hos de andalusiska hästarna, men alla färger accepteras. Fuxfärgen var inte godkänd mellan 1970 och 2002 eftersom man trodde att fuxfärgen kom från iblandning av arabhästar och man var orolig för inkorsning.

## Beskrivning
Namnet Andalusier är dock något förvirrande och innefattar egentligen inte en enda egen hästras utan flera olika sorters hästar som är födda i Andalusien. Bland de renrasiga hästar som ingår i begreppet andalusier är hästrasen Pura Raza Española (P.R.E.) och även den något mer okända Kartusierhästen. 
Andalusiern har blivit känd för sitt majestätiska utseende, med kraftig naturligt böjd hals, raka eller lätt utåtböjda nosprofil och sina flytande och fina rörelser. Andalusierhästar används idag till all slags ridsport, dock främst dressyr, samt körning. Då andalusierhästar även är lättlärda och har lätt att utföra svårare rörelser har de även blivit populära som cirkushästar. 
Rasen är idag relativt populär, men fortfarande ganska ovanlig med enbart cirka 20 000 individer, spridda över världen.

## Historia

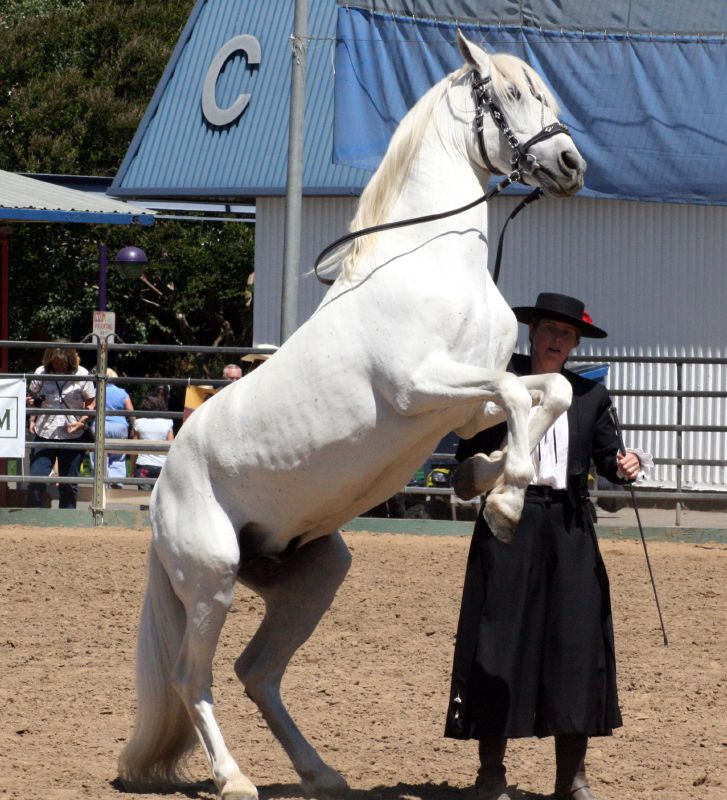
Andalusiern har gjort sig känd för att vara lättlärd och har lätt för svårare rörelser.

Andalusier avbildad, ur Manege Moderne av Baron D'Eisenberg, 1740.

Andalusiern har sitt ursprung i den spanska hästen som dominerade den spanska hästaveln från 1100-talet och fram till 1600-talet, och näst efter det arabiska fullblodet var de spanska hästarna de hästar som har stått till grund för flest av världens hästraser. Eftersom nästan alla sjöfarare hade med sig spanska hästar på färderna över Atlanten har den kommit att bidra till de flesta av de amerikanska hästraserna. Man tror att de spanska hästarna utvecklades med hjälp av olika orientaliska hästar som togs till Spanien via norra Afrika under morernas invasion på 700-talet, där de sedan blandades med lokala stammar. Den nordafrikanska Berberhästen lär ha gett Andalusiern dess ädla, majestätiska utseende. 
De spanska hästarna kan dock ha utvecklats ur en lång rad hästar, inte bara orientaliska ökenhästar som fördes dit av morerna. Den iberiska halvön har även varit ockuperad av kelterna, karthagerna, romarna, samt olika germanska stammar. Alla dessa olika stammar kan ha gett sin egen personliga prägel i aveln av den spanska hästen som senare blev Andalusiern.
Det finns idag tre framstående teorier om hur Andalusiern uppstod. Den första och mest troliga är att Andalusiern, likt den spanska hästen, utvecklades ur de berberhästar och araber som fördes från norra Afrika till iberiska halvön av de invaderande morerna under 700-talet f.Kr. Där korsades den med inhemska spanska och portugisiska hästar. Detta var även utgångspunkten för den spanska hästen och teorin stöds av att många hästar som bevisat influerades av den spanska hästen visar liknande drag som Andalusiern.
En annan teori är att Andalusiern är en ättling till numidiska ston som existerade för 2000 år sedan och som skeppades till Spanien av den kartagiske generalen Hasdrubal. Slutligen finns även en teori om att Andalusiern skulle vara så pass gammal som ras att den härstammar från en gammal särart vid namn "equus ibericus", som var förfadern till Berberhästen. Oavsett vilket man väljer att tro på så är Andalusiern en mycket gammal ras. När stuterierna i södra Spanien började avla hästarna mer systematiskt dök begreppet Andalusier upp, men Andalusiern kan vara mycket äldre än den spanska hästen.
Redan år 450 f. Kr dokumenterades hästar från Andalusien, och räknades då som mycket skickliga stridshästar. Stamtavlor dokumenterades även av kartusiska munkar under början av 1200-talet. De kartusiska uppfödarna avlade kraftfulla, viktbärande hästar åt kungligheterna i Kastilien. De första stuterierna för andalusiska hästar startades under 1300-talet vid kartusiska kloster i Jerez de la Frontera, Sevilla och Cazalla. I början av 1400-talet kunde Andalusiern urskiljas som en distinkt egen ras och användes för att utveckla andra raser. 
Under 1500-talet och fram till 1600-talets slut fördes många spanska och andalusiska hästar över till Nord- och Sydamerika efter att den amerikanska kontinenten upptäckts av Christopher Columbus år 1492. Där blev de grunden till nästan alla av dagens amerikanska hästraser. De andalusiska hästarna var även mycket populära bland de europeiska hovstallarna som dressyrhäst. Ludvig XIV:s överhovstallsmästare Jacques de Solleysel skrev i sitt verk Le Parfait Maréchal, som utkom 1664 i Paris, att den andalusiska hästen var utomordentligt skön och mest värd av alla hästar att stå modell för konstnärerna eller tjäna som livhäst åt konungen. Solleysel menade också att andalusierna var oöverträffliga stridshästar. Munkarna som bedrev avel i de kartusiska klostren var dock motståndare mot den franska ridstilen och när denna blev populär hotade munkarna med att bannlysa alla som hade ”glömt bort den spanska ridstilen som gett kyrkan och landet sådan ära”. Dessa hästar kallades efter detta andalusiska kartusier. Stuteriet bedrivs där än idag men användes under en tid mest som ett slags pensionat för gamla och sjuka hästar och ingen försäljning av hästar förekom. 
Under Napoleon I:s invadering under början av 1800-talet hotades rasen då många hästar stals av den franska armén. Dock lyckades man gömma undan många andalusiska hästar och med ett nytt avelsprogram lyckades man föda upp det spanska beståndet. Trots detta försvann många av de större raslinjerna. De flesta av dagens andalusier härstammar därför från zapaterohästarna från stuteriet som ägdes av familjen Zapatero, då denna familj effektivt hade lyckats gömma sina hästar från fransmännen. År 1815 när fransmännen drog ut ur Spanien igen såldes dessa hästar till uppfödarna för höga priser.
Från början var zapaterohingstarna svarta eller fuxar men efter första världskriget började man avla på två hingstar som var skimlar och deras starka arvsanlag ledde till att skimmelfärgerna blev dominerande och är så än idag. Sedan ett par år godkänns även fuxfärgen hos hästarna. 
År 1832 hotades häststammen återigen, denna gång av en epidemi som dödade många av Spaniens hästar. Enbart en liten hjord av de andalusiska hästarna som hölls vid klostret i La Cartuja överlevde. Återigen, med hjälp av noggrant studerande av stamtavlorna lyckades man föda upp beståndet, bland annat med hjälp av uppfödare från andra europeiska länder. Rasens första stambok skrevs dock så sent som 1928, även om man dokumenterat stamtavlor sedan 1200-talet. Idag räknas denna hästras till barockhästarna.
I många länder används fortfarande beteckningen andalusier, trots att de spanska hästuppfödarnas egen organisation slutade göra det redan 1912. Då ersattes beteckningen med P.R.E., som dock ingår under begreppet Andalusier, bland annat tillsammans med Kartusierhästen. Kartusiern är generellt ansedd som den rasrenaste av de olika Andalusiska hästarna då den främst avlades isolerat av munkarna. Kartusiern har även några av de äldsta dokumenterade stamtavlorna i världen. Dock är Kartusiern mycket ovanlig och enbart 3 % av de andalusiska hästarna är Kartusier. 
Trots att andalusiern redan spritts över världen genom de spanska conquistadorerna och Napoleons armé så började man inte exportera Andalusierhästar förrän 1962. De första hästarna exporterades dock inte förrän 1971, då till Australien. Många hästar importerades även av USA där aveln än idag är beroende av att kunna importera hästar från Spanien och Portugal. De flesta blodslinjer i USA går att spåra direkt till stamböckerna i Portugal och Spanien. 
Idag finns det, trots rasens popularitet, enbart ca 20 000 exemplar av Andalusiern, med det absolut största beståndet i Spanien och Portugal och ca 4500 i USA. I den amerikanska föreningen för Andalusiern registreras ca 400 föl per år, en mycket låg siffra i jämförelse med andra raser, vilket gör rasen relativt ovanlig, om än inte hotad.

## Egenskaper

Enligt tradition tränas många Andalusier för att kunna genomföra den "spanska skritten", en skritt med höga frambenslyft.

Andalusiern är en medelstor, pampig och nobel häst med en mankhöjd på ca 155–165 cm. Andalusierna är en mycket populär hästras som är älskad för sina fina rörelser och det vänliga lynnet. De flesta andalusierhästar är mycket vänliga, arbetsvilliga och ivriga att göra sin ryttare till lags. Det orientaliska blodet kan göra att hästarna är lite livliga och känsliga och med mycket framåtanda. Andalusierhästar är kända för att vara lättlärda. Trots detta är rasen inte speciellt livskraftigt utan i motsats till sin popularitet så finns det ganska få Andalusier i världen. 
Man och svans på andalusierhästar är oftast långa, tjocka och vågiga. Andalusierna är oftast skimmelfärgade eller bruna, men även svart och fux är tillåtet. Trots det genetiska arvet är Andalusierhästar aldrig skäckfärgade eller tigrerade (prickiga), även om dessa färger var mycket populära hos de spanska hästarna. När rasen först utvecklades fanns dock de flesta färger, även den tigrerade. Idag är dock bara hela färger godkända. Även ovanliga färger som bork, perlino och cremello är godkända enligt rasens förening, även om de väldigt sällan återfinns hos rasen. Idag är ca 80 % av hästarna skimlar, 15 % bruna och resterande 5 % är svarta, fux eller resterande färger. Mellan 1970 och 2002 ansågs dock inte fux som en godkänd färg då man trodde att färgen berodde på inblandning av arabiskt blod i hästarna men med hjälp av genetiska tester har man funnit att fux återfinns även hos rasrena Andalusier.
Andalusiernas arv från de Berberhästar som var det största inflytandet på dem har visat sig genom huvudet som har en rak eller utåtbuktande nosprofil. Ögonen är stora och ska uttrycka vänlighet och intelligens. Ryggen är kort men muskulös och välformad med starka länder och ett välformat kors. Benen är starka och välformade och halsen är lättböjlig och muskulös och naturligt rundad vilket i kombination med höga benrörelser gör hästarna utmärkta för dressyr. De höga benrörelserna kommer från hundratals år av uppfödning i stenig terräng och de fina rörelserna har gjort hästarna älskade som ridhästar, cirkushästar och dressyrhästar. De är utmärkta ridhästar och har lätt för att jobba med böjd nacke, höjd rygg och samlade rörelser. Många andalusier tränas även i spansk skritt med riktigt höga frambenslyft.

## Andalusiska förgreningar

### P.R.E.
P.R.E. betyder ren spansk ras (Pura Raza Española) och används förutom i Spanien även i flera andra länder som beteckning för en av de renrasiga hästar som ingår i begreppet andalusiska hästen, mycket tack vare den marknadsföring för rasen som gjorts från spanskt håll. Det är en av de två spanska hästraserna och den är mycket nära besläktad med lusitaniern. Begreppet PRE myntades av Andalusierns förening och av Jordbruksministeriet i Spanien under slutet av 1900-talet. 
P.R.E utmärks av att de ska kunna spåras till en och samma stambok, den så kallade Crio Caballar som skrevs för ca 100 år sedan. Sedan 2009 har det dock pågått stridigheter mellan två föreningar om stamboken för PRE och vilken förening som har rätt till denna. Boken hade även flyttats mellan de olika föreningarna, något som enligt Europeiska unionens lag är förbjudet.
År 2002 tog det spanska landslaget i dressyr silver med hjälp av två renrasiga PRE-hästar.

### Kartusier
Kartusiern är en förgrening som idag utgör ca 3 % av den andalusiska hästen. Kartusiern är mycket ren från annan inblandning. 
Andres Zamora hette mannen som först avlade fram Kartusiern. Han ägde ett ganska stort antal spanska ston tillsammans med sin bror. Andres red i det spanska kavalleriet och under en ridtur fick han syn på en hingst som drog en vagn i staden. Det var samma hingst som han ridit varje dag i kavalleriet. Han köpte hingsten och började genast avla sina ston med honom. En av avkommorna döptes till Esclavo. Esclavo lade sedan hela grunden till Kartusiern. Efter Andres död såldes hästarna till kartusiska munkar som avlade hästarna mycket isolerat vid klostret i La Cartujo. Munkarna vägrade till och med att utföra kungens order om att korsa dem med annat blod och rasen hölls därför mycket ren.
Kartusierhästarna har ytterligare två, rätt så unika karaktärsdrag som härstammar från stamhingsten Esclavo. Kartusierhästarna får ofta vårtor under svansen, något som idag används för att bevisa att hästen är en renrasig Kartusier. Ibland får Kartusierhästarna även hornliknande utväxter i pannan, som anses härstamma från asiatiska hästar som kan ha ingått i utvecklingen av de andalusiska hästarna.